# Сольоний
Шаблон:Значения
Сольоний (на руски: Солёный) е хутор в Кантемировски район на Воронежка област на Русия.
Влиза в състава на селището от селски тип Пасековское.

## География

### Улици
- ул. Зерновая,
- ул. Молодёжная,
- ул. Октябрьская,
- ул. Полевая,
- ул. Садовая,
- ул. Школьная.

## Население
| 2010 |
| ---- |
| 747  |